# Antonio Mesa
Antonio Mesa (13 de junio de 1895 - 21 de mayo de 1949), conocido como el Jilguero de Quisqueya, fue un cantante de la República Dominicana.
Antonio Mesa Bonc nació el 13 de junio de 1895, en el sector Santa Bárbara, de la Zona Colonial de Santo Domingo. 
Fue el primer cantante dominicano en grabar discos de 78 r. p. m. para la empresa discográfica Columbia Records en el año de 1926 con el Trío Borinquen. Este conjunto, formado con los puertorriqueños Salvador Ithier y el jíbaro insigne Rafael Hernández, popularizó en la zona del Caribe el polémico tema de doble sentido «Menéalo, que se empelota». En 1927 grabó las canciones: «La muñeca» y «No puedo vivir sin tus palabras», ambas del compositor y músico dominicano Salvador Sturla.
Con posterioridad, Mesa llegó a grabar dos sones dominicanos: «La mujer del sacristán» de Esteban Peña Morel y «La negra parejera».
Antonio Mesa falleció el 21 de mayo de 1949 en medio de la pobreza.